# Exiles (Marvel Comics)
Los Exiles — o Exiliados en España—  son un grupo de personajes ficticios que aparecen en cómics estadounidenses publicados por Marvel Comics y asociados por lo general con los X-Men. Los Exiles aparecen en tres series, Exiles, New Exiles y Exiles vol. 2. El grupo está compuesto de personajes provenientes de diferentes universos o realidades, que han sido eliminados del tiempo y el espacio con el objeto de corregir problemas (llamados con frecuencia «hipos») en varios mundos alternativos y líneas de tiempo divergentes en el Multiverso Marvel. Los personajes eran o bien personajes establecidos previos o nuevas reinterpretaciones de personajes establecidos. 
Creados por el guionista Judd Winick y el dibujante Mike McKone, Exiles presenta un equipo con una plantilla rotativa que incluye nuevos personajes introducidos mientras que otros son reemplazados al morir o al ser devueltos a su realidad natal. La serie se ha destacado por la cantidad de personajes que permanecen muertos, en contraste con las frecuentes resurrecciones que ocurren en las continuidades principales tanto de los cómics de Marvel como los de DC. La serie ha incluido personajes o escenarios familiares tomados de arcos argumentales previos de Marvel, tales como «Era de Apocalipsis» o «House of M».
El primer volumen de Exiles alcanzó los 100 números y terminó tras un crossover con los miembros de New Excalibur en X-Men: Die by the Sword así como el one-shot Exiles: Days of Then and Now. New Exiles inició en marzo de 2008, bajo el mando de Chris Claremont y el dibujante Tom Grummett. El guionista Jeff Parker y el dibujante Salvador Espín relanzaron la serie con un nuevo número 1 en abril de 2009, pero la revista fue cancelada tras apenas seis números.

## Historia de publicación
Exiles fue creado por Mike Marts, Mike Raicht y Judd Winick así como los dibujantes Mike McKone y Jim Calafiore. La serie se creó tras un período de desarrollo destinado a crear una nueva revista de ¿Qué pasaría si...? para Marvel.
Raicht y Winick desarrollaron la fórmula inicial de las aventuras de saltos entre realidades de Exiles. Chuck Austen se incorporó como guionista interino cuando Winick se fue a DC Comics. Tony Bedard asumió el cargo en propiedad luego, y escribió aproximadamente la mitad de la serie, entre los números 46 y 89. Chris Claremont se incorporó a partir del número 90 y dio conclusión a la serie con el crossover X-Men Die by the Sword, antes de reiniciar la serie bajo el título de New Exiles. Esta serie alcanzó 18 números antes de su cancelación. Unos meses después la serie se reinició nuevamente con un segundo volumen de Exiles, con guiones de Jeff Parker. Este relanzamiento duró apenas seis números antes de ser cancelado a su vez. Se lanzó una tercera serie como parte de Marvel Legacy, escrita por Saladin Ahmed junto con el equipo artístico de Javier Rodríguez, Álvaro López, Jordie Bellaire y Joe Caramagna.
Varios dibujantes han ilustrado la serie, entre ellos Mike McKone, Jim Calafiore, Kev Walker, Clayton Henry, Mizuki Sakakibara, Casey Jones, Steve Scott, Paul Pelletier y Tom Mandrake. En el caso de New Exiles, los dibujantes fueron Tom Grummett, Roberto Castro, Paco Díaz y Tim Seeley.

## Integrantes

### Miembros fundadores
- Blink/Destello (Clarice Ferguson): Perteneciente al universo de Era de Apocalipsis y con poderes de teletransportación. Lleva el Tallus y es la líder del equipo. Aunque en un punto es enviada «a casa», regresa al equipo tras la muerte de Sunfire. Luego lidera el segundo equipo de Exiles y es reclutada de nuevo por Nick Fury para liderar el tercer equipo.
- Nocturna/Nocturne (Talia Josephine «T. J.» Wagner): Hija en una realidad alternativa de Bruja Escarlata y Nightcrawler. Queda embarazada de Ave de Trueno, pero pierde el bebé tras la lesión de éste; acaba siendo intercambiada por Beak y pasa un tiempo en Tierra-616. Vuelve a unirse al equipo después de que Blink se marcha a la Tierra-616. Se reincorpora de nuevo al equipo después de que Blink se marche a liderar un tercer equipo.
- Morph/Morfo (Kevin Sydney): Único miembro antiguo; se le ofreció una vez ser enviado a casa, pero lo rechaza, alegando que necesita al equipo y no puede abandonarlos ni a ellos ni a las Tierras en peligro. Es poseído por Proteus, pero sigue siendo miembro del equipo.
- Ave de Trueno/Thunderbird (John Proudstar): Proveniente de una realidad en la que es convertido en Guerra de los Jinetes de Apocalipsis. Acaba con muerte cerebral, permaneciendo en estasis y soñando, hasta que despierta para reincorporarse al equipo. Posteriormente deja el equipo para estar con Nocturna. La última vez que se supo de él es que aún residía en la Tierra de Heather Hudson.
- Mimic/Mímico (Calvin Montgomery Rankin): Procede de un aparente paraíso para los superhéroes, donde es un héroe de primera fila. Mimic lleva el Tallus y lidera brevemente el equipo. Muere tras ser consumido por Proteus.
- Magnus (Magnus Lehnsherr): El hijo de Rogue y Magneto de una realidad alternativa. Cualquiera a quien toque piel con piel se convierte letalmente en acero sólido. Muere en Exiles n.º 2 a causa de una explosión nuclear en una realidad en la que Magneto era bueno y Xavier malo, siendo sustituido por Sunfire. Le envían a casa junto con una nota en la que se explica su historia, pues hasta entonces, sus padres pensaban que había huido.

### Reemplazos
- Fuego Solar (Mariko Yashida): Sustituye a Magnus después de que éste se sacrifique; se revela que es lesbiana; murió al derrumbarse un edificio cuando Mimic se lanzó al ataque mientras estaba poseída por un huevo de Queen Brood. Sus cenizas son llevadas de vuelta a Legacy World, donde mantuvo una relación con Mary-Jane Watson (la Spider-Woman de esa realidad) durante un desvío de la misión.
- Sasquatch (Heather McDaniel Hudson): Sustituye a Ave de Trueno después de que éste sufra muerte cerebral. Es una bestia de fuerza sobrehumana, poseída por Tanaraq tras ser gravemente herida; Tanaraq es purgado de su cuerpo, dejándola sin poderes. Es sustituida por Sabretooth. Sirvió como coordinadora del equipo en el Panopticrón hasta que creyó que todo el equipo de los Exiles había muerto. Se emborracha mucho y regresa a su planeta natal, donde queda embarazada de su marido. Se reincorpora a los Exiles en Exiles vol. 2 #6, ya sin embarazo.
- Magik (Illyana Nikolievna Rasputin): Sustituye a Blink. Es una mutante con poderes mágicos que se teletransporta. Asesinada por Hiperión.
- Namora (Namora McKenzie): Versión femenina alternativa de Namor. La «Reina de Atlantis» conquista su planeta antes de unirse al equipo. Es asesinada por Hiperión.
- Beak/Pico (Barnell Bohusk): Cambia de lugar con Nocturna, sólo para ser reemplazado por Holocausto. Es reclutado por el equipo para salvar el multiverso de Hiperión, lo que consigue haciendo amigos. Después de hacerlo, se le permite volver a casa, donde inmediatamente pierde sus poderes durante la Decimación.
- Sabretooth/Dientes de Sable (Victor Creed): Originario de la Era de Apocalipsis, Sabretooth es visto como la figura paterna de Blink. Inicialmente se le coloca en el equipo para distraer a Blink y que no se marche. Lleva el Tallus durante el final de la primera serie, asumiendo el papel de líder tras el final de la primera serie. Más tarde, regresa a casa y muere intentando salvar al resto de su equipo, los «X-Terminated», durante el evento «X-Termination».
- Holocausto (Némesis): También de la realidad deEra de Apocalipsis, como Sabretooth y Blink; es introducido como sustituto de Beak, así como para servir de distracción al equipo de Hiperión, por quien es asesinado.
- Longshot: Se une como parte de un trato que Heather Hudson hizo con Mojo y que permitió que Longshot, con la memoria semi borrada, se uniera al equipo a cambio de que Mojo tuviera la capacidad de ver más dimensiones del Multiverso de las que tenía acceso anteriormente y recibiera imágenes de vídeo de los Exiles para convertirlas en un «reality show». Longshot abandonó el equipo para intentar retomar su vida con Dazzler.
- Spider-Man (Miguel O'Hara): De la aproximación 2099. Se unió cuando Proteus, en el cuerpo de Hulk 2099, le desenmascaró públicamente, arruinando su vida en su universo natal. Con el deseo de ayudar a los Exiles a rastrear y atrapar al villano que le hizo esto, Spider-Man fue el primer miembro en unirse al equipo voluntariamente. Spider-Man volvió a visitar más tarde su realidad natal, asegurándose de que su familia estaba a salvo después de que su identidad fuera expuesta. Más tarde abandonó los Exiles tras establecerse en Tierra-6375 con una Mary Jane Watson. Murió durante el evento Spider-Verse a manos de Morlun.
- Princesa Poder/Power Princess (Zarda): Del Escuadrón Supremo. Se unió en lugar de Hiperión para ayudar a los Exiles a atrapar a Proteus y a un enlace designado por el Escuadrón para vigilar a los Exiles. Dejó el equipo para volver al Escuadrón Supremo.
- Proteus (Kevin MacTaggert): Desde la visita a House of M, Proteus ha sido el primer enemigo que los Exiles tuvieron que cazar a través de las realidades y su segundo antagonista. Tuvo éxito al intentar poseer a Morph, pero Blink le lavó el cerebro (con ayuda de un dispositivo del Escuadrón Supremo). Como resultado, Proteus sólo tiene acceso a los recuerdos de Kevin Sydney, por lo que cree que él es, de hecho, el verdadero Morph. Más tarde se fusionó con Morph, pero ambos se separaron cuando el Panopticrón absorbió a los Nuevos Exiles.
- Psylocke/Mariposa Mental (Elizabeth «Betsy» Braddock): De New Excalibur. Sus poderes y habilidades incluyen: telequinesis, dominio del ninjutsu e inmunidad a la telepatía, las alteraciones de la realidad y los hechizos. Con el tiempo, volvió a unirse a los X-Men.
- Cat (Katherine «Kitty» Pryde): Apareció de algún modo en el Panopticrón al final de Exiles #96, se unió a Ave de Trueno en #98. Sigue cambiando de una forma alternativa de Kitty Pryde a otra. Fue seleccionada (o incluso creada) por el Panopticrón para dirigirlo, pero se negó. Murió al matar a Madame Hydra.
- Mystique/Mística (Raphael-Raven Darkholme): Versión masculina de Mystique que tuvo un hijo con Destiny (aunque tanto el niño como ella murieron). Fue salvado por Sabretooth cuando fue atacado por soldados en la tumba de su amante. Se unió al equipo cuando fueron a buscarlo de nuevo. Fue absorbido por el Panopticrón.
- Rogue/Pícara (Anna Raven): Una aparente criminal que vivía en Japón. Morph la salvó de los Vengadores y la acompañó cuando el equipo fue a buscarlo. Tiene poderes de vuelo, superfuerza y desintegración de materia con las manos. Al parecer, puede invocar cualquier poder que haya absorbido durante su vida. Abandonó el equipo para quedarse con un amante de una realidad alternativa que visitaron los Exiles.
- Sage/Sabia (también conocida como Tessa): Nueva residente del Panopticrón y enlace del equipo con este. Ahora fusionada con el Panopticrón mismo, sustituyendo a los «Cockrums». Con el tiempo abandonó el equipo y apareció en otra Tierra alternativa.
- Gambito (Remy Lebeau): Hijo de una Sue Storm y un Namor negro. Se unió a los Exiles por voluntad propia. Abandonó el equipo para triunfar como rey de su mundo tras la muerte de su padre. Más tarde fue absorbido por el Panopticrón.
- Valeria Richards: Conoció a los Exiles en su realidad y luego creó un dispositivo para saltar de realidades en realidades. En una de ellas, pidió ayuda a los Exiles para salvar el mundo de unos villanos conocidos como el Quinteto Temible y quiso unirse a ellos, pero se negaron porque estaban cazando a la Emperatriz Hydra, su madre, y no querían que se viera involucrada. Más tarde llega sola al Panopticrón y se une al equipo. Posteriormente fue absorbida por el Panopticrón.

## Biografía ficticia del equipo
Originalmente, el equipo de Exiles estaba conformado por Blink (Clarice Ferguson, de Age of Apocalypse), Mimic (Calvin Rankin), Magnus Lensherr (hijo de Magneto y Rogue), Ave de Trueno (John Proudstar), Nocturna (Talia Josephine «T. J.» Wagner, hija de Nightcrawler/Rondador Nocturno y Bruja Escarlata), y Morph. Desde entonces, el equipo ha pasado por una multitud de plantillas, siendo Morph y Blink los únicos Exiles originales en seguir en el equipo.

### Primera Serie

#### Tallus
Inicialmente el Timebroker emplea a los Exiles para reparar realidades rotas. El Tallus es un dispositivo de comunicación que lleva el líder del grupo para poderse comunicar con el Timebroker. Por medio de él, el Timebroker le asigna misiones al equipo y les informar de cualquier cambio, etc. Blink es quien usa el Tallus inicialmente, pero luego se le transfiere a Sabretooth cuando Blink se rebela contra el Timebroker. A su vez, Mimic usa el Tallus por un tiempo en ausencia de Blink. Actualmente se utiliza como medio de comunicación entre su portador y quien quiera que esté operando el Palacio de Cristal durante diversas misiones. El tallus adopta una apariencia ligeramente distinta para cada usuario que lo lleva. Sabertooth fue la primera persona en utilizar el tallus para transportarse de vuelta al Palacio de Cristal, sin que nadie del otro lado lo haya llamado.

#### Exiles
Tras la muerte de Magnus, este es reemplazado por Sunfire (Mariko Yashida). Sasquatch (Heather Hudson) llega cuando Ave de Trueno queda en coma en medio de una batalla con el devorador de mundos Galactus.
Los Exiles descubren luego que hay un segundo equipo reclutado por Timebroker, Arma X, cuyas misiones implican por lo general matar o mutilar a inocentes o héroes. Los dos equipos unen fuerzas para rescatar a un grupo de niños de un campo de prisioneros de Centinelas. No obstante, se les dice a ambos equipos que la segunda parte de la misión requiere matar a uno de los niños, David Richards (hijo de Rachel Summers y Franklin Richards), quien supuestamente va a crecer hasta convertirse en un poderoso supervillano. Mientras que Arma X se muestra dispuesta a matarlo, los Exiles no y los dos equipos se enfrentan hasta que interviene el Timebroker. Sabretooth (del equipo Arma X) acepta quedarse en la dimensión y criar él mismo a David Richards.
El Timebroker envía a Blink a casa tras una visita a un mundo plagado por una variante del Virus Legado, en tanto el equipo le había reparado su cadena personal rota a tiempo y Magik (Illyana Rasputin) toma su lugar. Mimic luego reemplaza a Blink como líder, ganando así el Tallus.
Los Exiles llegan al principal Universo Marvel  (el de la Tierra-616) donde se encuentran con los X-Men tras la boda cancelada de Havok. Los Exiles se unen a los X-Men para enfrentarse a un malvado Havok proveniente del universo de Mutant X, y quien comparte cuerpo con el Havok bueno. Una vez Havok es derrotado, el Timebroker llega para eliminar personalmente la conciencia de Havok del Mutante X. 
Cuando Sunfire muere asesinada por Mimic (que había sido infectado por los brood)es reemplazada por la antigua miembro Blink. Durante la siguiente misión, los Exiles y Arma X se ven obligados a luchar entre sí hasta que sólo seis queden con vida. Magik muere a manos del rey Hiperión cuando intenta cambiar de bando y traicionar a los Exiles. Rey Hiperión es derrotado finalmente por Blink, quien teletransporta la visión de calor de Hiperión a su propia espalda, paralizándolo. Le permiten a Gambito (del Arma X) asestarle el golpe mortal a Hiperión con una espada del asesinado Magik cargada cinéticamente, lo que provoca una explosión que los mata a ambos, dejando a cinco Exiles con vida y su misión completa.
Los Exiles visitan el Universo Marvel principal por segunda vez,uniéndoseles Namora en el proceso, en reemplazo de Magik, y se les ordena «dejar sus posesiones y ganarse sus alas». Reed Richards deduce que esto significa que deben dejar atrás a Nocturna (cuyo poder involucra posesiones) y hacer que Beak se una a los Exiles, lo cual es confirmado por el Timebroker.

#### Timebrokers
Los Celestiales le dicen al equipo que «tengan cuidado con el Timebreaker [sic], él no es lo que parece». Tras esto, el comportamiento del Timebroker empieza a tornarse cada vez más extraño. Heather Hudson es sacada del equiposin explicación y es reemplazada por el exmiembro de Arma X Sabretooth. El Tallus ordena a los Exiles matar a Mimic y, a pesar de que se niegan, se les permite proseguir a una nueva misión (normalmente se tiene que completar una misión para que los Exiles sigan adelante). A continuación, el Timebroker reemplaza a Beak con Holocausto, enterándose de que esto es un castigo por desobedecer órdenes anteriores.
Con el tiempo los Exiles se liberan del Timebroker y organizan una incursión sobre Panopticrón (conocido también como el «Palacio de Cristal»), hogar del Timebroker y desde donde se pueden monitorear muchos universos paralelos. Una vez allí descubren que el Timebroker es de hecho una raza alienígena de seres insectoides que encontraron el Panopticrón y rompieron por accidente una serie de líneas de tiempo. Al carecer del poder para repararlas, idearon este plan de reclutar héroes de varios mundos para que hicieran por ellos su trabajo. No sólo eso, todos los héroes previamente «regresados» a sus realidades están de hecho en el Panopticrón, congelados en bloques, junto con los héroes que han muerto. Como giro final, el malévolo Rey Hiperión se ha regenerado completamente tras haber sido destruido por Gambito, se ha liberado de su estado de estasis y ha tomado control del Panopticrón. Los Exiles están a punto de la derrota y tanto Namora como Holocausto mueren en la batalla. Beak regresa de la estasis para salvar el día, pidiendo ayuda a dos versiones buenas de Hiperión, cumpliendo su destino como Exile. El rey Hiperión es derrotado y exiliado a su realidad natal, que está completamente desprovista de vida. Solo quedan Blink, Mimic, Morph, Sabretooth, Beak y Heather Hudson para lidiar con las consecuencias.

#### World Tour
Los Exiles regresan luego a la Tierra-616 para llevar a Beak a casa. Desafortunadamente, la el planeta está dominado por la Casa de M. Durante su estancia, los Exiles entran en conflicto con el asesino en serie que salta entre cuerpos Proteus,  quien roba datos del Panopticrón y escapa de la Tierra-616, dejando a Beak atrás y sin poderes. Los Exiles persiguen a Proteus a través de varias realidades, entre ellas una versión alternativa del Nuevo Universo, y versiones  alternativas de Marvel 2099, Escuadrón Supremo,  Futuro Imperfecto,  y Héroes Renacidos, antes de derrotar finalmente a Proteus atrapándolo en el cuerpo de Morph, que no se descompone, a diferencia de todos los otros cuerpos anfitriones que había usado Proteus. Durante el «World Tour» (lit., Gira Mundial) de la cacería a Proteus, Mimic es poseído por Proteus y muere, obligando a los Exiles a elegir a los nuevos miembros Longshot, Spider-Man 2099 y Princesa Poder para restaurar sus disminuidos números.

#### Post-World Tour
Los Exiles empiezan a desocupar la galería de estasis de exmiembros de Exiles y Arma X y a enviarlos de regreso a casa. Iron Man, Daredevil y Ángel son enviados con vida de regreso a sus respectivas realidades, mientras que se celebra un funeral en todos los demás planetas en los que falta un superhumano. Blink, por sugerencia de Power Princess, lleva a Mimic a casa para ser enterrado junto a sus X-Men en lugar de enterrarlo en el Panopticrón. Spider-Man, Sabretooth y Heather Hudson deciden visitar sus propias realidades. Desafortunadamente, los Timebreakers abandonan a los Exiles cuando concluyen que no están salvando las realidades como deberían. No obstante, tras utilizar infructuosamente varios escuadrones de Wolverines para completar su siguiente misión, Logan (de Días del futuro pasado) y un joven James Howlett convencen a los Timebreakers de que los Exiles son necesarios. Los Exiles retoman finalmente sus misiones de salvación de realidades por primera vez desde que descubrieron el Panopticrón, al salvar una realidad en la que el Silver Surfer ya destruyó la Tierra e intenta destruir a Galactus, quien es el restaurador de mundos en esta realidad.
Heather descubre luego una Tierra que es habitada por una aproximación inquietantemente similar al equipo original de los Exiles, incluyendo su propio Timebroker. Los «Exilies clásicos» luchan contra «Los nuevos Exiles» (en palabras de Morph), pero más tarde se revela que todo fue un plan orquestado por el Gran Maestro, como venganza contra los Exiles por haber liberado al Profesor X en su primera batalla, lo que le hizo perder una apuesta. Los Exiles, pasados y presentes, unen fuerzas con la Brigada de Demolición de esa Tierra para derrotar al Gran Maestro. El equipo actual luego deja la Tierra en manos de los Exiles de la aproximación.
Tras esto, toma a los Exiles tres semanas salvar una cadena de realidades resquebrajadas, lo que hiere a Blink, Morph y Spider-Man. Descubren asimismo que Proteus es posiblemente inmune al metal mientras esté en el cuerpo de Morph. Entre tanto, el antiguo Exile Ave de Trueno se encuentra en la galería de estasis, soñando con lo que podría haber sido si no hubiera quedado en coma.

#### Psylocke
Princesa Poder deja el equipo para regresar al Escuadrón Supremo, mientras que Psylocke entra en su reemplazo. HYDRA les lava el cerebro a Blink, Longshot y Spider-Man, de manear que solo queda Sabretooth disponible para recoger a Morph y Psylocke. Son enviados a matar a Reed Richards. La llegada del Slaymaster hace que fracase la misión cuando Betsy se desmaya antes de poder matar a Reed. El mundo es borrado, mientras los Exiles siguen allí, pero Reed Richards lo restaura mágicamente, mientras que el amuleto de Valeria Richards restaura a la población mundial que había estado guardada dentro del amuleto. Los Exilse se mantienen allí para ayudar a Psylocke a recuperarse de las heridas infligidas por Wolverine y para ayudar a reconstruir el planeta. Mientras tanto, otro Slaymaster mata a otra Psylocke en otro mundo.
Cuando los Exiles regresan al Panopticrón, lo encuentran vacío, sin ningún equipo, sin Timebreakers y sin Heather. Blink y Morph visitan con el tiempo a Heather, quien abandonó Panopticrón creyendo que los Exiles habían muerto. Heather se encuentra embarazada y fuera de servicio, de manera que Psylocke se queda para aprender más sobre el Panopticrón mientras que los demás Exiles reanudan sus misiones. En el Panopticrón, Psylocke experimenta visiones que le advierten de algo malo por venir, y una versión alternativa de Kitty Pryde aparece de la nada sin alerta alguna. Los Exiles llegan a un mundo aparentemente perfecto que es liderado por Victor Von Doom pero cuando Reed Richards atrapa a Blink, esta empieza a descubrir lo que se esconde detrás de esta fachada. Blink recluta luego a Longshot y Morph, quienes sienten también que algo anda mal en este mundo. Huyen con el Reed de ese mundo para iniciar una resistencia. Entre tanto, Spider-Man 2099 conoce a Gwen Stacy, mientras que Sabretooth tiene una aventura de una noche con la Mujer Invisible de esta realidad. De hecho, Doom le dio a ella la misión de acercársele para poder copiar el Tallus, lo cual consigue. Doom envía entonces un equipo de soldados al Panopticrón, que capturan a Psylocke y asumen que Kitty Pryde no es sino una niña asustada, aunque ella solo está fingiendo. Los soldados son atacados por Ave de Trueno, que ha despertado de su coma. Kitty Pryde (que se hace llamar Cat), usa sus poderes de intangibilidad para crear una distracción lo suficientemente fuerte como para permitir que Ave de Trueno libere a Psylocke. Juntos, derrotan a los soldados y los envían a su realidad, justo a tiempo para que vean la derrota de Doom, cuya Tierra es destruida por Reed Richards ya que no hay forma de hacer que los humanos vuelvan a su estado emocional normal.
Como resultado, los Exiles se ven dispersos en varias dimensiones, de manera muy similar a lo que había hecho Union Jack previamente. Psylocke, Ave de Trueno y Cat logran reparar el equipo y traer de vuelta a Blink, Morph y Sabretooth, además de las nuevas miembros Mystiq y Rogue. Spider-Man 2099 consigue una novia y se queda en el mundo en el que aterrizó. Longshot, una vez más, tuvo suerte y aterrizó en el Palacio de Cristal después de que el transporte saliera mal.

#### Die by the Sword
Psylocke y Ave de Trueno viajan a la Tierra-616 para visitar al Capitán Britania (Brian Braddock, hermano de Psylocke) y a Nocturna durante la fiesta de la victoria de Nuevo Excalibur. En medio de la fiesta, el Capitán Britania es herido por una unidad de ataque liderada por una mujer con armadura llamada Rouge. Mientras Betsy intenta proteger a su hermano, todos los demás intentan luchar, incluso Dazzler y Pete Wisdom, que estaban a punto de tener sexp, pero al darse cuenta de que no van a poder ganar, se teletransportan al Panopticrón. Una vez allí, Dazzler descubre que si bien Longshot está vivo, no la recuerda lo que la pone al borde del suicidio para aliviar su dolor, cuando Mystiq se le acerca a disuadirla. T. J. se reúne felizmente con sus antiguos compañeros de equipo, a ;a vez que el equipo considera que Sage es la mejor opción para cuidar a Brian. Entre tanto, Cat, utilizando el escáner, se da cuenta de que Roma y Saturnyne, del Captain Britain Corps, están en aprietos. Luego, los miembros del Corps sufren muchas pérdidas, a pesar de la intervención de Saturnyne. Mientras Cat chequea a Brian, Blink, Morph, Sabertooth, Thunderbird y Dazzler se unen al campo de batalla. Dazzler se enfrenta a Rouge-Mort, que ha herido de gravedad a Roma, y Longshot se siente muy preocupado por ella, lo que hace que tanto él como Sage se pregunten por qué o cómo, al tiempo que Morph se enfrenta a Jaspers transformándose en la Furia, pero su plan es rápidamente frustrado. Sage, Psylocke y Wisdom reclutan a Albion para su causa, quien demuestra ser un buen rival para James Jaspers hasta que este se convierte en la Furia. Merlyn luego acude en ayuda de su hija para terminar el trabajo, solo para resultar golpeado por Psylocke. Luego, Capitán Britania hace su movimiento contra la Furia y, con la ayuda de Blink y Albion, lo derrota por el momento, lo que lleva a la derrota de Merlyn. No obstante, esta victoria tiene un gran precio: Roma muere, no sin antes transferir todo su conocimiento a la mente de Sage. Saturnyne promete entonces liberar a Albion de la cárcel para liderar a los Corps, mientras que Sage y T.J . intercambian equipos con Longshot, quien ahora logra recordar aspectos destacados de su pasado.
Los acontecimientos en Die by the Sword tienen lugar entre los números 99 y 100 de Exiles.

#### Exiles#100
En Exiles #100 Blink, Nocturna y Ave de Trueno deciden abandonar el equipo porque están física y emocionalmente agotados y necesitan un descanso. Se marchan a la realidad de Heather Hudson para que Heather pueda hacer seguimiento al progreso de Nocturna, quien continúa recuperándose de su derrame cerebral. Sage tiene problemas lidiando con los nuevos conocimientos adquiridos de Roma y accidentalmente lucha contra los otros Exiles. Cat y Rogue exploran el palacio y casi mueren en un accidente de puenting, lo que instigó a Rogue a revelar poderes de vuelo.
En el one-shot Exiles: Days of Then and Now, Blink descubre una Tierra que se suponía que debían salvar, pero a la que no salvaron por estar persiguiendo a Proteus durante la Gira Mundial. Iron Man, Nighthawk/Halcón Nocturno, Chico Salvaje y Luke Cage de esa realidad murieron al no recibir ayuda de los Exiles. Blink decide en consecuencia ayudar a un Quentin Quire alternativo actuando ella mismo como un Timebroker a través del viejo Tallus de Gambito, que este recibió de manos del Nighthawk de la realidad donde los Exiles habían luchado contra Arma X después de que Quentin logra transportarse allí por su propia cuenta. Luego, conoce a Mary Jane y Luke Cage, de la realidad Vi-Locks, así como a una Spitfire alternativa. Finalmente, termina en la Era de Apocalipsis donde salva a Chico Salvaje. Blink envía luego a los cinco héroes (Luke Cage, Quentin, Nighthawk, Spitfire y Chico Salvaje) a reemplazar a Iron Man, Nighthawk, Chico Salvaje y Luke Cage de la realidad de Quentin.

### Nuevos Exiles
El equipo viajó a la Tierra-6706 para reclutar a Gambito, per se encontró en una guerra a tres bandas entre Namor, Ororo y Pantera Negra. El equipo se separó: Rogue, Gambit y Namor, por una parte, Mystiq disfrazada y con el equipo Pantera, y Sabretooth y Psylocke con Ororo. Con el tiempo se reunieron para una batalla final contra Pantera y habrían muerto si no fuera por Psylocke y los poderes de la madre de Gambito, Susan Storm. Su misión finalmente les es revelada y abandonaron la Tierra a pesar de que Pantera Negra se había hecho con su control. Mientras tanto, Morph, Sage y Cat son absorbidos por un mundo en el que Kitty cambia a otra forma. Sage recupera sus poderes telepáticos al defender a un hombre que se ha enamorado de un dragón.
Tras algunas batallas, los padres del hombre finalmente se rinden ante el amor verdadero y el dragón se transforma en humano, mientras que los Exiles regresan al Panopticrón, donde Cat revela que Gambito figuraba como miembro incluso antes de ser reclutado. Entre tanto, Hydra recluta a un hombre parecido a Wolverine para su causa. Luego, Sage, Psylocke, Morph, Mystiq, Rogue y Gambito ayudan a un equipo de X-Men de otra Tierra a luchar contra los franceses durante una guerra franco-británica. Psylocke es entrenada un poco por el Ogun de ese mundo. Cat descubre realidades tras realidades que llegan a su fin y descubre que no puede hacer nada para detener esto. Con todo, se enfrenta junto con Sabretooth a la Emperatriz Hydra cuando ella los encierra solos en una realidad particular. Cat mata a Wolverine, quitándole sus garras y cortándolo con ellas. Los Exlies disfrutan luego de un breve descanso en el Panopticrón, donde Morph le da a Rogue un nuevo uniforme mientras que Psylocke lidia con su miedo al Slaymaster.
Los Exiles visitan luego una realidad a la que ha viajado Valeria Richards, quien les ha pedido ayuda para salvar al mundo del temible quinteto del Gold Goblin, Magneta, Blood Skull, Black Baron Dormammu y Doom. Los héroes derrotan al quinteto, pero cuando su líder, el Hacedor, está a punto de derrotarlos, resurge la personalidad de Proteus. No obstante, la personalidad de Morph se fusiona con la de Proteus en el último momento, evitando así que Proteus mate a los Exiles, salvando el día. Valeria se ofrece a ayudarlos a luchar contra su madre, pero Morph le dice que se arrepentiría y le sugieren que regrese a su realidad. Luego se dirigen a una realidad en la que los héroes principales son las Hijas (humanas) y los Hijos Saurios del Dragón. Allí, se enfrentan a Lilandra, que se ha aliado con la emperatriz Hydra, e intentan salvar a su hermana , Neramani. Durante la batalla, Cat se fusiona con Mystiq y mata a la emperatriz Hydra, gracias a una distracción accidental de Gambito, quien la llamó «mamá». Al tiempo, Sage y Diana Fox se ven obligadas a unirse para enfrentarse a Merlyn en la mente de Sage.  Diana finalmente deja que Sage tome el control y Sage se fusiona con el Palacio de Cristal, evitando que el multiverso se desestabilice. Cat muere tras la batalla con Madame Hydra. Los demás Exiles salvan el mundo de Neramani, y Rogue, que se ha enamorado de uno de los Saurios, decide quedarse allí.
Valeria Richards llega al Palacio de Cristal y se une al equipo, habiendo logrado discernir su ubicación. Algún tiempo después, los Nuevos Exiles regresan al mundo de Gambito, donde este descubre que su padre ha muerto y asume el cargo de rey, dejando el equipo. Sabertooth y Psylocke comienzan una relación sentimental. Ellos, Sage, Morph, Valeria Richards y Mystiq son los Nuevos Exiles.

### Segunda Serie
La serie fue relanzada de nuevo en abril de 2009, con guiones de Jeff Parker y dibujos de Salvador Espín, aunque fue cancelada ya en septiembre de 2009. Versiones alternativas de la Bruja Escarlata, Bestia, Forja, Polaris y Pantera Negra se recogidas justo antes de sus muertes destinadas y se forma con ellos un equipo, al que se une Blink, que está de vuelta, aunque finge ser tan nueva en todo como los demás. Morph actúa como Timebroker y esta versión de Pantera Negra es T'chaka, el hijo de T'challa. En su primera misión, son teletransportados sin haber terminado su misión, para sorpresa de Blink.
El equipo se dirige luego a una Tierra donde Cerebro ha matado a todos los humanos en América del Norte. Uniéndose a los renegados Visión, Ultrón y Machine Man, los Exiles logran desactivar a Cerebro y darles a todos los humanos cuerpos modelo. Tras esta misión, Morph les dice a los Exiles que todavía les queda tiempo para romper la alianza X-Men/Hermandad de su primera misión. Regresan pues a esa Tierra y reemplazan a la Bruja Escarlata nativa por la de su equipo. Esta le revela a Jean que Scott y Emma tienen una aventura, enfrentando así a ambas telépatas y disolviendo la alianza. Emma Frost mata en un punto a la Bruja del equipo de Exiles, dejando que la Bruja Escarlata nativa se una en secreto a los Exiles.
El equipo luego se toma unas vacaciones en una Tierra pacífica. Durante este tiempo, Polaris les cuenta que ha notado que Blink está mintiendo, por lo que Forja construye un dispositivo para enviar a todos al lugar desde donde el Tallus estaba transmitiendo. Forja coloca subrepticiamente el dispositivo en el Tallus durante el siguiente teletransporte y Pantera Negra noquea a Blink. Los Exiles luego descubren el Palacio de Cristal y se dirigen a su interior.
Una vez allí, ven a varios equipos de Exiles que están siendo entrenados por varios «Timebrokers». Blink los encuentra y decide explicarles todo. Les dice que planeaba esperar hasta que el equipo agarrara el truco de salvar realidades rotas para luego fingir su propia muerte, momento en el cual un nuevo miembro la reemplazaría. El equipo es teletransportado a la sala principal, donde encuentran a Heather (que ya no está embarazada), Nocturna (recuperada de su derrame cerebral) y Morph.
Estos tres le revelan al último equipo de Exiles que el equipo previo de Exiles, Sage, Sabretooth, Mystiq, Valeria, Rogue y Gambito fueron sumergidos con el tiempo en el Palacio de Cristal. Sólo Morph se salvó, ya que estaba poseído por Proteus y el Palacio de Cristal absorbió a Proteus en lugar de Morph. Heather revela que se le ocurrió la idea de arrebatar a los nuevos reclutas en el momento de sus muertes, ya que le pareció que era «la forma menos disruptiva de seguir».
Polaris, Forja, Bestia y Pantera Negra observan cómo quedaron sus mundos natales tras sus muertes. Todos deciden seguir trabajando en equipo y cada uno recibe su propio Tallus. Nocturna los acompaña en lugar de Blink para la siguiente misión mientras Blink comienza a entrenar un nuevo equipo.

#### Después del final de la serie
- Psylocke fue regresada a la Tierra-616 por medio de la magia de la Reina Roja y le lavaron el cerebro brevemente para luchar junto a su hermandad contra los X-Men antes de ser liberada por Dazzler. [50] También se ha demostrado que Psylocke ha perdido su inmunidad a hechizos mágicos, ataques telepáticos y alteraciones de la realidad, ya que fue posteriormente poseída por el Proteus de Tierra-616.[51]
- Sabretooth fue liberado de alguna manera de la galería de estasis del Panopticrón y regresó a la Era de Apocalipsis. [52] Posteriormente se encontró con Psylocke cuando ella visitó su realidad y él y sus X-Men la ayudaron a ella y a la X-Force a robar un artefacto celestial. Después de que los dos equipos se separaron, la mayoría de los X-Men de su realidad fueron asesinados.[53][54] Sólo él y Jean Grey se salvaron, pero perdieron sus poderes. Escaparon solo para ser capturados por «X-Terminate» de William Stryker, quien arrestó y encarceló a Sabretooth casi de inmediato.[55] Luego, Sabretooth se sacrificó para salvar al resto de su equipo durante el evento «X-Termination».[56]
- Sage también fue liberada de la galería de estasis del Panopticrón y sirvió como embajadora de SWORD en otro mundo.[57] Se reunió con su excompañera de equipo de Nuevo Excalibur, Dazzler, quien estaba visitando esa realidad para rescatar a un compañero de equipo. Sage dejó su trabajo con SWORD para unirse al equipo de Dazzler, que saltaba entre realidades a lo largo del multiverso y realizaba misiones para salvar realidades, al igual que los Exiles.[58]
- Spider-Man 2099 y Mary Jane todavía están juntos cuando se sienten los ataques de Morlun durante el arco argumental de «Spider-Verse».[59] Miguel se enteró de Morlun durante su tiempo con los Exiles y siente que Morlun sigue ahí afuera matando Hombres Araña. Reúne algunos de los viejos equipos de los Exiles y se prepara para huir a la Tierra-616, donde una vez mataron a Morlun. Sin embargo, justo cuando Miguel y Mary Jane están a punto de dar el salto, Morlun aparece y mata a Miguel frente al Miguel de la línea de tiempo original varado en el presente. Morlun desaparece y el portal se cierra, dejando a Miguel de los Exiles muerto y al Miguel de 616 desesperado por encontrar a Peter Parker.[59]

### Tercera Serie
El hombre otrora conocido como Nick Fury recluta campeones de universos alternativos cuando una misteriosa amenaza proyecta su sombra sobre el multiverso. Kamala Khan de una realidad posapocalíptica, Iron Lad, Wolvie y Valquiria se unen a Blink en su misión para salvar el multiverso. Posteriormente, Peggy Carter se une al equipo como el Capitán América de su realidad, así como una versión femenina de Bucky Barnes reencarnada en la realidad.  

## Arma X
Vistos por primera vez en Exiles #5, Arma X es un equipo que completa misiones de una manera más implacable que las de los Exiles. Este equipo incluía varios miembros y su plantilla cambiaba más frecuentemente que la de los Exiles. Originalmente, Arma X estaba compuesta  por Sabretooth, Kane, Mesmero, Wolverine, Maverick y Deadpool.
Arma X se disolvió finalmente cuando llegaron los Exiles y tanto Blink como Gambito recibieron la misión: Arma X y los Exiles debían luchar a muerte unos contra los otros hasta que solo quedaran seis con vida. Magik y Hulk fueron asesinados por Hiperión, mientras que Firestar mató a Spider-Man, inmolándose en el proceso. Ms. Marvel murió en la batalla con Morph y finalmente, Hiperión murió gracias al sacrificio de Gambito. De esta manera, en lugar de seis supervivientes, solo quedaron cinco: Blink, Mimic, Morph, Sasquatch y Nocturna.
Los Exiles no habrían de conocer a ningún miembro de Arma X sino hasta su visita al Panopticrón, en la que vieron a todos los exmiembros de Exiles y Arma X en estasis en una de las galerías del Palacio de Cristal. Cuando los Exiles contuvieron la amenaza de Proteus, empezaron a retornar los cuerpos de los fallecidos a sus realidades natales, incluyendo a todos los antiguos miembros de Arma X, para que pudieran ser enterrados propiamente.

## Otras versiones
- En Uncanny X-Men #461, Mojo convoca a un equipo de abogados para capturar a sus recientemente creados X-Babies. Este equipo estaba inspirado en los Exiles y estaba conformado por versiones de Blink, Morph, Mimic, Sunfire, Sasquatch y Nocturna.
- En la serie animada What If...?, los Vigilantes describen como "Exiliados" a otro grupo de héroes que viajan por el Multiverso, mejor conocidos como los Guardianes del Multiverso.